# 死んだ!
『死んだ!』（しんだ!）は、オーイシマサヨシの10作目のシングル。2023年5月31日にポニーキャニオンより発売された。

## 概要
前作『ギフト』以来約2か月ぶりのリリースとなる。表題曲は、テレビアニメ『勇者が死んだ!』のオープニングテーマとなっている。2023年4月7日には、表題曲がCDでの発売に先駆けてデジタルシングルとして配信リリースされた。
カップリングには、「uni-verse」と表題曲のライブ音源が収録されている。

## ミュージックビデオ
死んだ!
2023年4月12日にYouTube上に公開された。ミュージックビデオの監督は篠田利隆、ダンスの振り付けは前作『ギフト』、2ndシングル『オトモダチフィルム』に続きNON（ELEVENPLAY）が担当しており、かつてヴィレッジ・ヴァンガードとの共同企画『オーイシマサヨシ量産化計画』にて一般人から公募していた、オーイシに似た量産型オーイシ4名と本人がダンスを披露している。

## 収録曲
| 全作詞・作曲: 大石昌良。 |                           |           |            |                 |      |
| #                        | タイトル                  | 作詞      | 作曲・編曲 | 編曲            | 時間 |
| 1.                       | 「死んだ!」               | 大石昌良  | 大石昌良   | 大石昌良、RINZO | 3:40 |
| 2.                       | 「uni-verse」(LIVE)       | 大石昌良  | 大石昌良   |                 | 4:40 |
| 3.                       | 「死んだ!」(LIVE)         | 大石昌良  | 大石昌良   |                 | 4:13 |
| 4.                       | 「死んだ!」(TV edit.)     | 大石昌良  | 大石昌良   |                 | 1:30 |
| 5.                       | 「死んだ!」(Instrumental) | 大石昌良  | 大石昌良   |                 | 3:42 |
| 合計時間:                | 合計時間:                 | 合計時間: | 17:45      |                 |      |

| #  | タイトル                        | 作詞 | 作曲・編曲 |
| -- | ------------------------------- | ---- | ---------- |
| 1. | 「死んだ! [Official Video]」    |      |            |
| 2. | 「死んだ! [Behind the Scenes]」 |      |            |

## 他のアーティストによるカバー
死んだ!
- 土岐隼一 - カバーソングプロジェクト「CrosSing」にてカバー[10]。2025年3月5日に配信リリース。